# Estación Rocha
Rocha es una estación ferroviaria ubicada en el paraje rural del mismo nombre, partido de Olavarría, Provincia de Buenos Aires, Argentina.

## Servicios
Por sus vías corren trenes de carga de la empresa Ferroexpreso Pampeano.

## Ubicación
Se encuentra a 69 km al oeste de la ciudad de Olavarría y a 28 km al este de General La Madrid.